# 錫姆勒雪原

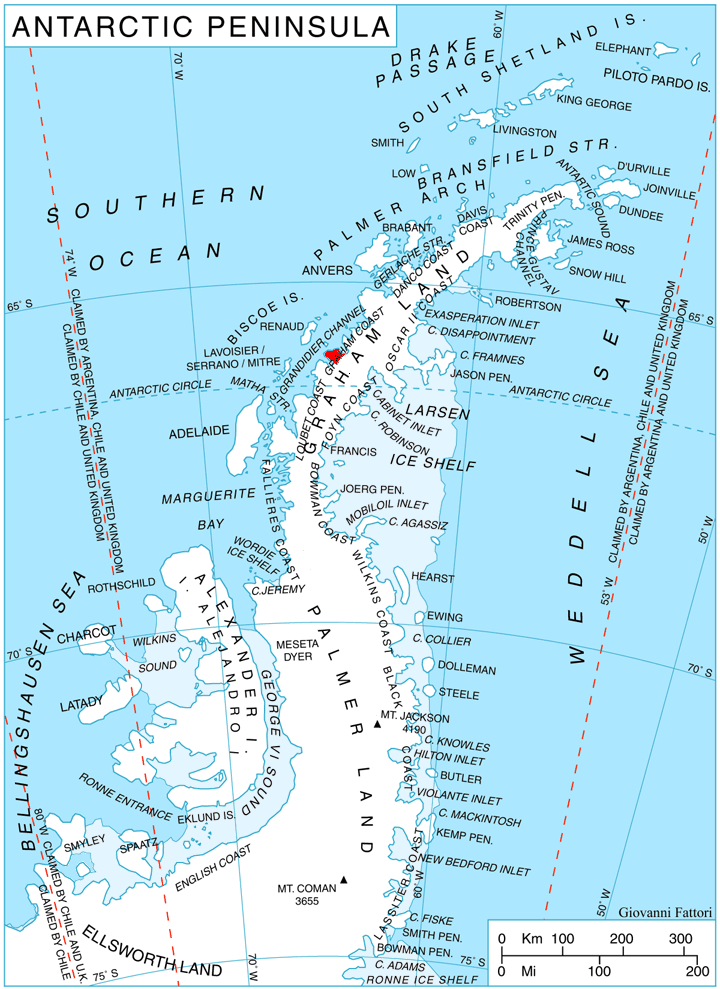

錫姆勒雪原（英語：Simler Snowfield），是南極洲的雪原，位於葛拉漢地西岸，處於霍特達爾灣東北面的韋林格勒半島，由英國南極名稱諮詢委員會命名，現時由南極條約體系管理。
66°3′S 65°5′W / 66.050°S 65.083°W